# Kékélé
Kékélé est un groupe musical basé à Paris dont les membres sont d'origine congolaise. Leur genre principal est la rumba congolaise ou soukous, avec un mélange de rythmes traditionnels congolais et cubains. Le mot nkékélé, retranscrit kékélé, signifie « liane » en lingala.
Le groupe a été fondé par le producteur de musique Ibrahima Sylla en 2001 afin de revenir à une musique congolaise plus acoustique et aux origines de la rumba congolaise.
En 2006, le groupe africain a sorti un album, Kinavana, qui a « réafricanisé » les chansons que Guillermo Portabales avait composées ou interprétées, en leur donnant de nouvelles paroles en langue lingala et en les jouant dans un style congolais. Comme l'a écrit un journaliste du Washington Post, Mark Jenkins, l'album de 2006 « célèbre Portabales, qui est décédé avant d'apprendre que sa musique était devenue populaire en Afrique »,.

## Membres
- Syram Mbenza (guitare)
- Bumba Massa (leader voix)
- Loko Massengo (voix & chœur)
- Wuta Mayi (voix & chœur)
- Nyboma (voix & chœur)

## Disques
- 2001 : Rumba Congo (Syllart Records)
- 2006 : Kinavana (Syllart Records)
- 2006 : Congo Life (Syllart Records)
- Kékélé Live (Syllart Records)

## DVD Clips
- 2001 : Rumba Congo (Syllart Records)
- 2006 : Kinavana (Syllart Records)
- 2006 : Congo Life (Syllart Records)
- Kékélé Live (Syllart Records)